# Audan Schijeli
Der Audan Schijeli (kasachisch Шиелі ауданы Schijeli audany, russisch Шиелийский район Schijelijski rajon) ist ein Bezirk im Gebiet Qysylorda in Kasachstan.

## Geografie
Der Audan Schijeli liegt im Süden Kasachstans im Gebiet Qysylorda. Er grenzt im Osten an den Audan Sosaq im Gebiet Türkistan und den Audan Schangaqorghan. Im Süden hat der Bezirk eine Grenze zur Provinz Navoiy in Usbekistan und im Westen grenzt er an den Audan Syrdarija sowie das Gebiet der Stadt Qysylorda.
Die Landschaft des Bezirks ist flach, nur im Norden ist sie gebirgig. Hier liegt der Qaratau, ein nordwestlicher Ausläufer des Tianshan. Durch den zentralen Teil des Bezirks fließt der Syrdarja. Hier liegen beinahe alle bewohnten Siedlungen im Audan Schijeli. Das Wasser des Syrdarja wird intensiv zur Bewässerung in der Landwirtschaft eingesetzt. Die Anbauflächen befinden sich an der westlichen Seite des Flusses, dessen Wasser durch ein Kanalsystem zu den Feldern geleitet wird. Südlich des Syrdarja schließt sich die Sandwüste Kysylkum an. Im Norden des Audan Schijeli liegt der Teliköl, eine Ansammlung kleiner Seen. In Jahren mit reichlichen Frühjahrsüberschwemmungen fließt der Steppenfluss Sarysu in den Teliköl.

## Bevölkerung
Bei der Volkszählung 1999 hatte der Audan Schijeli 73.896 Einwohner. Die Volkszählung 2009 ergab für den Bezirk eine Einwohnerzahl von 75.306. Bei der letzten Volkszählung 2021 lebten 83.808 Menschen im Audan Schijeli. Die Fortschreibung der Bevölkerungszahl ergab zum 1. Januar 2025 eine Einwohnerzahl von 86.100.
| Einwohnerentwicklung               | Einwohnerentwicklung | Einwohnerentwicklung | Einwohnerentwicklung | Einwohnerentwicklung | Einwohnerentwicklung | Einwohnerentwicklung | Einwohnerentwicklung |
| 1939                               | 1959                 | 1970                 | 1979                 | 1989                 | 1999                 | 2009                 | 2021                 |
| ---------------------------------- | -------------------- | -------------------- | -------------------- | -------------------- | -------------------- | -------------------- | -------------------- |
| 24.747                             | 36.809               | 48.905               | 56.048               | 62.790               | 73.896               | 75.306               | 83.808               |
| Anmerkung: Volkszählungsergebnisse |                      |                      |                      |                      |                      |                      |                      |

## Verwaltungsgliederung
Der Audan Schijeli ist in 23 ländliche Bezirke (kasachisch Ауылдық округ Auyldyq okrug; russisch Сельский округ Selski okrug) gegliedert (Stand: 2021).
| Ländlicher Kreis | Einwohner | Einwohner | Orte                                                |
| Ländlicher Kreis | 2009      | 2021      | Orte                                                |
| ---------------- | --------- | --------- | --------------------------------------------------- |
| Almaly           | 1.966     | 2.144     | Almaly, rsd. 20, rsd. 21, Toghaily                  |
| Aqmaja           | 2.651     | 2.569     | Aqmaja, Qossaryq                                    |
| Aqtoghan         | 1.094     | 1.101     | Dosbol Bi                                           |
| Bäigequm         | 2.652     | 2.224     | Bäigequm                                            |
| Bäiterek         | 3.130     | 4.207     | Aqtam, Bidaiköl, rsd. 22                            |
| Bestam           | 1.788     | 2.007     | Bestam                                              |
| Iirköl           | 2.488     | 3.714     | Schansejit, Schaqajew atyn                          |
| Jengbekschi      | 1.741     | 1.836     | Jengbekschi, Qossüjengki                            |
| Kerdeli          | 2.776     | 2.777     | Bekeschanow atyn                                    |
| Mailytoghai      | 756       | 678       | Mailytoghai                                         |
| Ortaqschyl       | 1.210     | 1.448     | Ortaqschyl, Qysylqajyng                             |
| Qarghaly         | 1.342     | 1.235     | Bulanbaibauy                                        |
| Qoghaly          | 1.348     | 1.021     | Tursynbai Datqa                                     |
| Schangaturmys    | 875       | 1.096     | Baissyn                                             |
| Schideliaryq     | 905       | 1.013     | Schideliaryq                                        |
| Schijeli         | 29.632    | 35.972    | Schijeli                                            |
| Schölek          | 1.770     | 1.706     | Schölek, Schuantöbe                                 |
| Schuantöbe       | 2.803     | 3.405     | Alghabas                                            |
| Sulutöbe         | 3.400     | 3.001     | Birinschi Mamyr, rsd. 16, Schanasar batyr, Sulutöbe |
| Talaptan         | 4.071     | 3.651     | Bala Bi                                             |
| Tartoghai        | 2.441     | 2.167     | Ferma 2, Kirpisch Sauyty, rsd. 18, Tartoghai        |
| Teliköl          | 1.725     | 1.558     | Äbdilda Täschibajew                                 |
| Turan            | 2.742     | 3.278     | Qodamanow                                           |